# ドデカネス諸島
ドデカネス諸島（ドデカネスしょとう、ギリシア語: Δωδεκάνησα / Dodekánisa ; 英語: Dodecanese）は、エーゲ海南東部に点在するギリシア領の島々。
ドデカネスはギリシア語で「12の島」を意味するが、実際には主要12島のほか約150の小島が含まれ、そのうち26が有人島である。面積・人口とも最大の島はロドス島で、最大の都市はロドス。聖ヨハネ騎士団ゆかりのロドス島、ヒポクラテスの出生地であるコス島、使徒ヨハネが『ヨハネの黙示録』を記したとされるパトモス島など、長い歴史に彩られた多くの史跡がある。

## 名称
「ドデカニサ」（Δωδεκάνησα / Dodekánisa）は、ギリシャ語の「12」（δώδεκα / dṓdeka）と、「島々」（νησος / nēsos）を組み合わせた地名で、「12の島」を意味する。「ドデカニソス」（Δωδεκάνησος / Dodekánisos）とも表記される。また、それらを古典ギリシア語式に転記した「ドデカネサ」「ドデカネソス」なども用いられる。
ギリシャ語以外の各言語では以下のように表記される。
- ドイツ語: Dodekanes
- 英語: Dodecanese
- フランス語: Dodécanèse
- イタリア語: Dodecaneso もしくは Dodecanneso
- トルコ語: Oniki Ada

日本語表記では、ドイツ語の影響を受けた「ドデカネス」が広く使われる。このほか、英語やフランス語の表記・発音に影響された「ドデカネーゼ」「ドデカニーズ」「ドデカネーズ」などが用いられることもある。

## 地理

### 位置・広がり・地勢

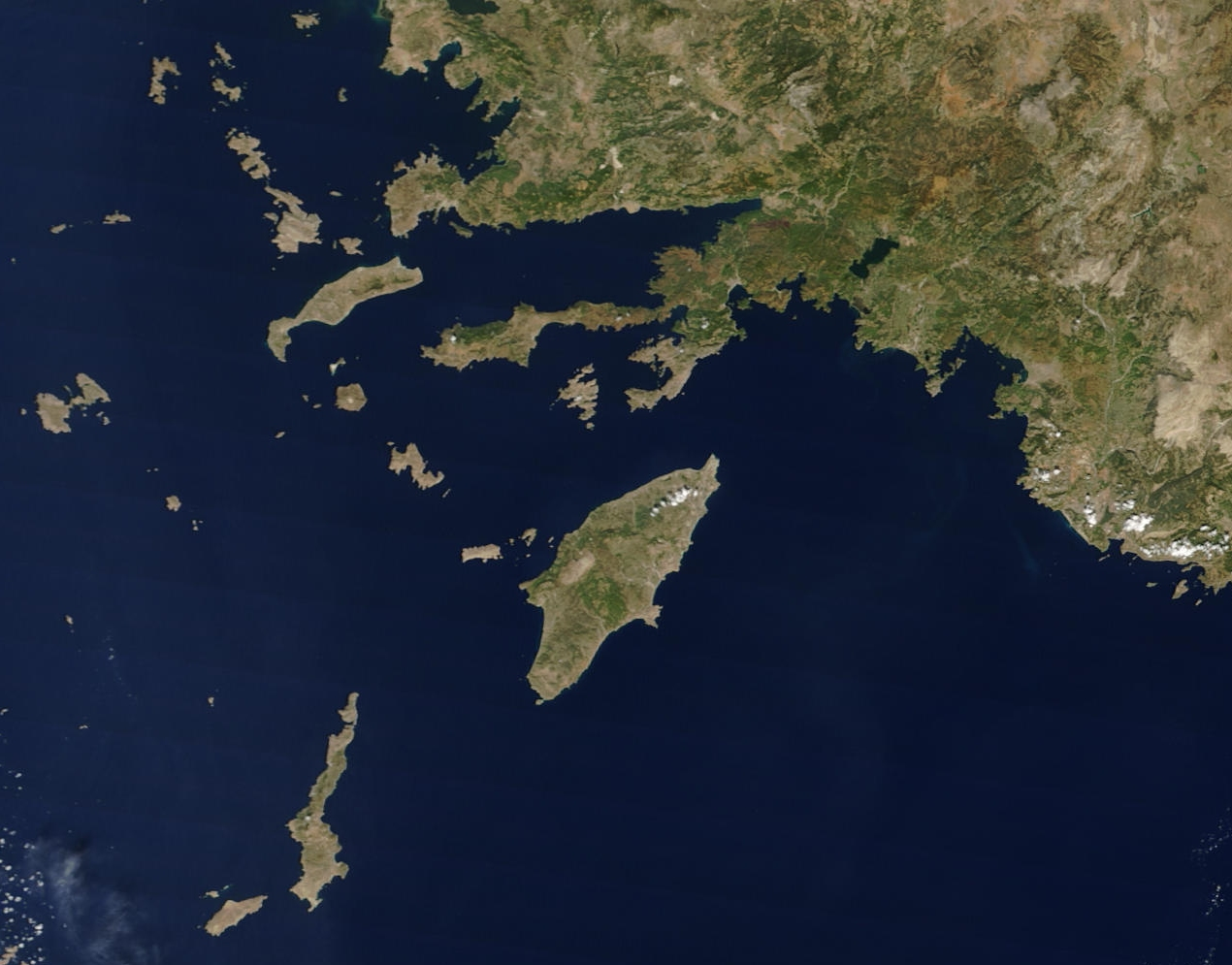
ドデカネス諸島の衛星画像

ドデカネス諸島（カステロリゾ島を除く）は、クレタ島とアナトリア半島の間のエーゲ海に位置している。ロドス島からクレタ島に続く島並みは、エーゲ海の東南の境界となっている（エーゲ海南部をクレタ海と呼ぶこともある）。
ドデカネス諸島の中心都市であるロドスの街は、州都エルムポリから南東へ約313km、クレタ島のイラクリオから北東へ約305km、首都アテネから南東へ約433kmの距離にある。
カステロリゾ島とその属島は、他の島々から多く離れており、ロドス島から東へ約125kmのレバント海上、トルコ沿岸に位置する。
トルコとの国境であることから、カリムノス島東方の小島イミア島を発端としたイミア島紛争（1996年）が発生するなどしている。

### 主要な島

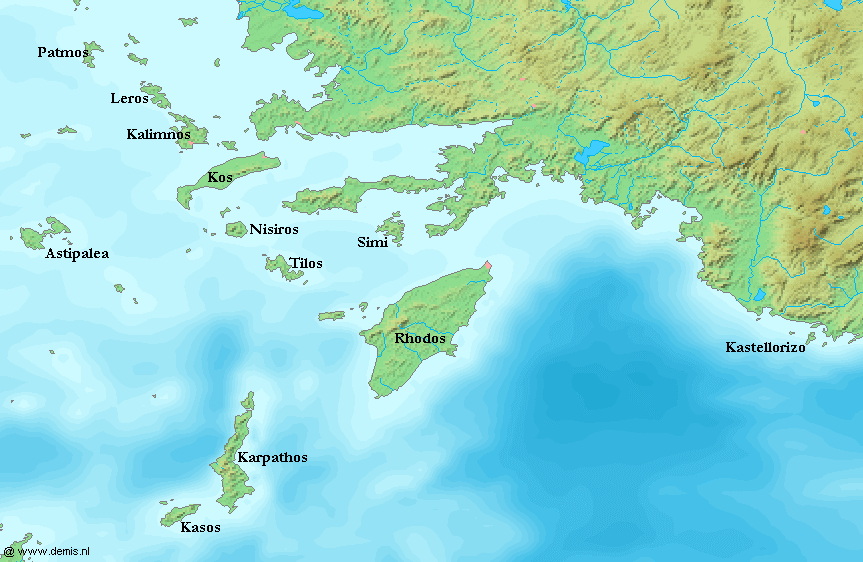
ドデカネス諸島

ドデカネス諸島（旧ドデカネス県）に属する主要な12島は以下の通り。
- パトモス島
- レロス島
- カリムノス島
- コス島
- ニシロス島（英語版）
- ティロス島
- アスティパレア島
- シミ島（英語版）　かつて造船業で栄えた。赤い屋根とパステルカラーの壁の家並で人気の観光地。現在の家並みは第二次大戦中に独軍の空襲で失われたが戦後に復興したもの[1]。
- ロドス島（ロードス島）
- カルパトス島
- カソス島
- カステロリゾ島（メギスティ島）

かつては、サモス島やイカリア島も含めて「南スポラデス諸島」 (Southern Sporades) と呼ばれていた。
- コスの街、対岸はトルコ
- 上空からのシミ島
- カステロリゾ島

### 主要な都市
県域に含まれる人口1万人以上の都市は以下の通り（2001年国勢調査時点）。
- ロドス（Ρόδος : ロドス市） - 52,318人
- コス（Κως : コス市） - 17,890人
- カリムノス（Κάλυμνος : カリムノス市） - 10,149人
- イアリソス（英語版）（Ιαλυσός : ロドス市） - 10,107人

- ロドス島・ロドス市街
- カリムノスの中心市街
- カルパトス島のオリンボス

## 歴史
古来よりギリシャ圏の島々として属してきたが、ギリシャがオスマン帝国から独立した後もオスマン領であった。
1912年のイタリア・トルコ戦争により、ドデカネス諸島はイタリア王国が占領した。1923年のローザンヌ条約により、諸島は正式にイタリア領に編入され、イタリア領エーゲ海諸島となった。
第二次世界大戦中、ドデカネス諸島も戦場となった。1941年2月にはカステロリゾ島をめぐってイギリス軍が上陸・占領を図り、失敗している（アブステンション作戦）。1943年の8月から11月にかけて、諸島の攻略を図る連合軍とイタリア軍およびドイツ軍の間で戦闘が繰り広げられた（ドデカネス諸島戦役）。この戦闘ではドイツ軍が第二次世界大戦最後とされる勝利を収め、その後にドイツが降伏するまで島を占領しつづけた。
1947年、イタリアとの平和条約でギリシャ領に編入された。

## 行政区画

### 県（ペリフェリアキ・エノティタ）
ドデカネス諸島は、キクラデス諸島とともに、南エーゲ地方に属する。ドデカネス諸島は、以下の4つの行政区（ペリフェリアキ・エノティタ）に分けられている。
- カリムノス県
- コス県
- ロドス県
- カルパトス県

### 自治体（ディモス）

ドデカネス諸島の自治体

ドデカネス諸島には以下の15の基礎自治体（ディモス）がある。
|    | 自治体名                    | 綴り       | 政庁所在地                  | 所属県       |
| -- | --------------------------- | ---------- | --------------------------- | ------------ |
| 1  | ロドス                      | Ρόδος      | ロドス                      | ロドス県     |
| 2  | アガトニシ                  | Αγαθονήσι  | アガトニシ (el)             | カリムノス県 |
| 3  | アスティパレア              | Αστυπάλαια | アスティパレア              | カリムノス県 |
| 4  | カリムノス                  | Κάλυμνος   | カリムノス                  | カリムノス県 |
| 5  | カルパトス                  | Κάρπαθος   | カルパトス                  | カルパトス県 |
| 6  | カソス                      | Κάσος      | カソス                      | カルパトス県 |
| 7  | コス                        | Κως        | コス (el)                   | コス県       |
| 8  | リプシ                      | Λειψοί     | リプシ                      | カリムノス県 |
| 9  | レロス                      | Λέρος      | レロス                      | カリムノス県 |
| 10 | メギスティ （カステロリゾ） | Μεγίστη    | メギスティ （カステロリゾ） | ロドス県     |
| 11 | ニシロス                    | Νίσυρος    | マンドラキ (el)             | コス県       |
| 12 | パトモス                    | Πάτμος     | パトモス                    | カルパトス県 |
| 13 | シミ                        | Σύμη       | シミ                        | ロドス県     |
| 14 | ティロス                    | Τήλος      | ティロス                    | ロドス県     |
| 15 | ハルキ                      | Χάλκη      | ハルキ                      | ロドス県     |

### 旧自治体（ディモティキ・エノティタ）

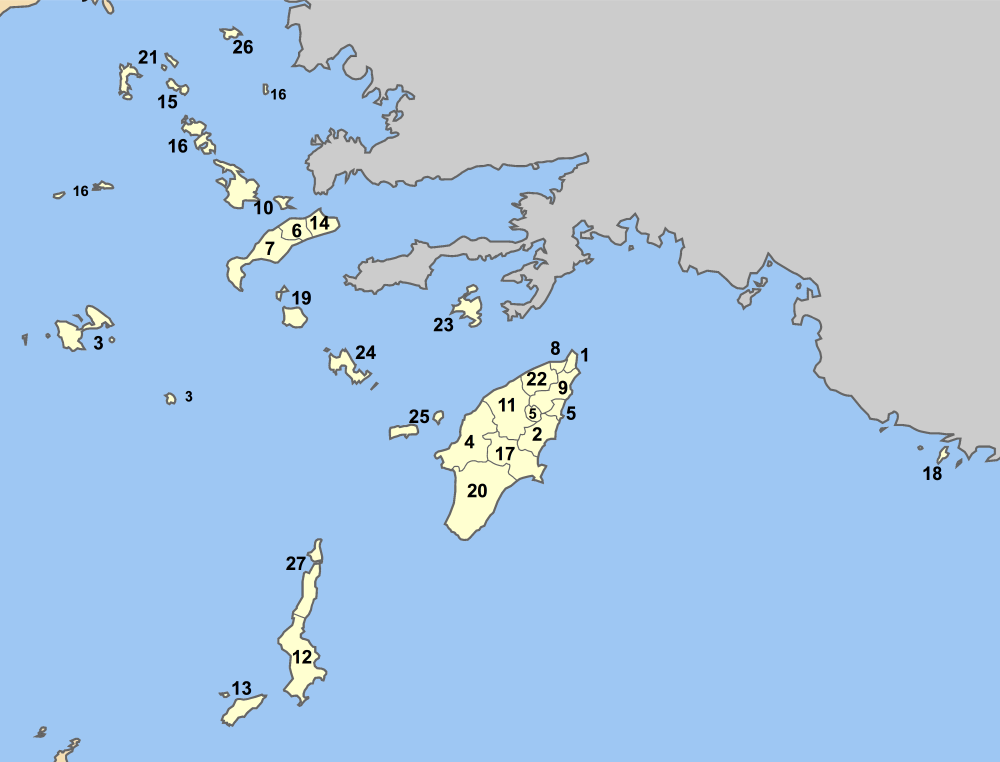
ドデカネス県の旧自治体（2010年まで）

2010年に行われた行政区画統廃合（カリクラティス改革）以前は、広域自治体（ノモス）としてのドデカネス県（Νομός Δωδεκανήσου）に以下の自治体が置かれていた。
下表の番号は右図と対応している。「旧自治体名」欄で※印を付したものはキノティタ、それ以外はディモス。「政庁所在地」欄で太字になっているものは、新自治体の政庁所在地となったものを示す。
|    | 旧自治体                    | 綴り        | 政庁所在地                  | 新自治体                    |
| -- | --------------------------- | ----------- | --------------------------- | --------------------------- |
| 1  | ロドス                      | Ρόδος       | ロドス                      | ロドス                      |
| 2  | アルハンゲロス              | Αρχάγγελος  | アルハンゲロス (el)         | ロドス                      |
| 3  | アスティパレア              | Αστυπάλαια  | アスティパレア              | アスティパレア              |
| 4  | アタヴィロス                | Αττάβυρος   | エムボナス (en)             | ロドス                      |
| 5  | アファンドウ                | Αφάντου     | アファンドウ (el)           | ロドス                      |
| 6  | ディケオス                  | Δίκαιος     | ジパリ                      | コス                        |
| 7  | イラクリデス                | Ηρακλείδες  | アンディマヒア (el)         | コス                        |
| 8  | イアリソス                  | Ιαλυσός     | イアリソス                  | ロドス                      |
| 9  | カリテア                    | Καλλιθέα    | ファリラキ (en)             | ロドス                      |
| 10 | カリムノス                  | Κάλυμνος    | カリムノス                  | カリムノス                  |
| 11 | カミロス                    | Κάμειρος    | ソロニ (en)                 | ロドス                      |
| 12 | カルパトス                  | Κάρπαθος    | カルパトス                  | カルパトス                  |
| 13 | カソス                      | Κάσος       | カソス                      | カソス                      |
| 14 | コス                        | Κως         | コス                        | コス                        |
| 15 | リプシ                      | Λειψοί      | キトノス                    | リプシ                      |
| 16 | レロス                      | Λέρος       | レロス                      | レロス                      |
| 17 | リンドス                    | Λίνδος      | リンドス (el)               | ロドス                      |
| 18 | メギスティ （カステロリゾ） | Μεγίστη     | メギスティ （カステロリゾ） | メギスティ （カステロリゾ） |
| 19 | ニシロス                    | Νίσυρος     | マンドラキ                  | ニシロス                    |
| 20 | ノティア・ロドス            | Νότια Ρόδος | イェナディ (en)             | ロドス                      |
| 21 | パトモス                    | Πάτμος      | パトモス                    | パトモス                    |
| 22 | ペタルデス                  | Πεταλούδες  | クレマスティ (el)           | ロドス                      |
| 23 | シミ                        | Σύμη        | シミ                        | シミ                        |
| 24 | ティロス                    | Τήλος       | ティロス                    | ティロス                    |
| 25 | ハルキ                      | Χάλκη       | ハルキ                      | ハルキ                      |
| 26 | アガトニシ ※                | Αγαθονήσι   | アガトニシ                  | アガトニシ                  |
| 27 | オリンボス ※                | Όλυμπος     | オリンボス                  | カルパトス                  |

- Διοικητική διαίρεση νομού Δωδεκανήσου (πρόγραμμα Καποδίστριας) - ドデカネス県の自治体・集落一覧（1999年 - 2010年）

### 郡（エパルヒア）
県には以下の郡（エパルヒア）があったが、2006年以降法的な位置づけは行われていない。
| 郡名         | 綴り     | 中心地     |
| ------------ | -------- | ---------- |
| ロドス郡     | Ρόδος    | ロドス     |
| コス郡       | Κως      | コス       |
| カリムノス郡 | Κάλυμνος | カリムノス |
| カルパトス郡 | Κάρπαθος | カルパトス |

## 交通

### 空港
- コス島国際空港（英語版）
- アスティパレア島空港（英語版）
- ロドス国際空港
- カリムノス島空港（英語版）
- カルパトス島空港（英語版）

## 文化・観光
ロドスの中世都市とパトモス島の歴史地区は世界遺産に登録されている。